# Hic-cup Pup
Hic-cup Pup (рус. Икающий щенок; Икучий щенок; Икающий Щенуля) — 82-й эпизод мультсериала Том и Джерри вышедший 17 апреля 1954 года.

## Сюжет
Спайк качает спящего на его руках Тайка и укладывает спать. К кровати щенка подлетает птица, собирающаяся петь, а Спайк просит её быть потише. В это время слышится грохот и у дома падает входная дверь.
Оттуда выбегает Том, гнавшийся за Джерри. Том настигает Джерри, но его останавливает Спайк и говорит коту, что из-за шума Тайк начинает икать.
После этого Спайк предупреждает Тома, что если последний разбудит Тайка ещё раз, то возьмёт свою вину на себя. Джерри сзади кусает Тома за хвост, заставляя последнего кричать от боли и убегает, Тайк снова начинает икать. Том выглядывает из-за забора, чтобы проверить, не спит ли щенок. Позже, из дырки цветочного горшка выглядывает Джерри и вновь начинается погоня. Том берёт лопату, которой старается попасть по Джерри. Спайк зажимает Тайку уши, чтобы тот не проснулся и получает от Тома лопатой по голове.
Спайк уже собирается разобраться с Томом, но его щенок снова начинает икать, причём так, что приходит в прыгучесть, как и Спайк, взявший его в руки. Убегающий от Тома Джерри прячется под кровать уже спящего Тайка и кладёт мышеловку. Пальцы Тома попадают прямо в мышеловку, но тот, сначала, пытаясь молчать, надевает Спайку и Тайку наушники и уже потом испускает крик боли.
А тем временем, Джерри пролезает в шланг, в который Том дует, чтобы достать мышонка. Джерри вылезает из шланга, снимает с собак наушники, вставляет в шланг трубу и вовремя убегает. Том, ничего не подозревая, снова будит Спайка и Тайка. Пёс просовывает в трубу голову Тома.
Том решает подкараулить Джерри, и сам мышонок надевает на ноги кота велосипедные свистки. Джерри выходит из мышиной норы, а затем подходит к Тому и целует его. Сердитый Том гоняется за Джерри, но замечает, что пищит велосипедными свистками на ногах и решает продолжить погоню на руках. Джерри делает подножку и Том переворачивается на ноги. Спайк просыпается от звука велосипедных свистков, но не видит Тома. Пёс оборачивается, но Том оборачивается тоже. Спайк решает посмотреть между ног, а Том садится на него. Пёс замечает свисший сверху хвост и гонится за котом. Но кот снова издаёт свист от велосипедных деталей при ходьбе, и пёс останавливает погоню, прося кота сперва снять свистки с ног.
Погоня возобновляется и Том прячется за углом дома, а Спайк пробегает в другом направлении. Джерри выбегает в том же направлении, что и Том и бежит к кровати Тайка, где прячется под щенка. Том бросает всё, что было в кровати, в том числе и Тайка, который снова просыпается и икает. Спайк возвращается, и Том, после неудачной попытки заглушить икоту Тайка, убегает в страхе. Спайк старается сам заглушить икоту щенка, давая попить воды, пугая его, громко хлопая бумажным пакетом. Но всё безрезультатно. Более того, Спайк сам начинает икать и, разозлившись из-за этого, грозит убить Тома.
Ещё одна попытка поймать Джерри, который забирается на крышу дома, также не удаётся. Кот забирается по трубе и падает вместе с трубою и обломками крыши на землю. Том, опасаясь за свою жизнь, роет себе могилу. Спайк, уже пожелав убить Тома, неожиданно понимает, что он и его щенок перестают икать. Спайк благодарит Тома за это и разрешает делать всё, что Тому заблагорассудится, Спайк и Тайк не будут против. Когда Джерри слышит и видит это, он, поняв, что теперь Том не даст ему спокойной жизни, вбегает в нору, хватает портфель и шляпу и вешает записку на двери своей норы. Том подбегает к двери и читает записку, в которой написано, что Джерри убежал на юг по причине здоровья. Джерри бежит через рельсы, которые указывают на юг.

## Факты
- Это одна из серий, закончившаяся триумфом Тома.
- Когда Том заиграл на трубе, Тайк почему-то не стал икать.